# Kenefic (Oklahoma)
Kenefic es un pueblo ubicado en el condado de Bryan en el estado estadounidense de Oklahoma. En el año 2010 tenía una población de 196 habitantes y una densidad poblacional de 78,4 personas por km².

## Geografía
Kenefic se encuentra ubicado en las coordenadas 34°8′55″N 96°21′42″O / 34.14861, -96.36167 (34.148611° -96.361667°1).

## Demografía
Según la Oficina del Censo en 2000 los ingresos medios por hogar en la localidad eran de $23,036 y los ingresos medios por familia eran $24,464. Los hombres tenían unos ingresos medios de $22,500 frente a los $19,375 para las mujeres. La renta per cápita para la localidad era de $10,763. Alrededor del 23.9% de la población estaban por debajo del umbral de pobreza.